# Gärten und Straßen
Gärten und Straßen ist ein 1942 erschienenes Tagebuch von Ernst Jünger. Es umfasst den Zeitraum vom 3. April 1939 bis zum 24. Juli 1940. Es setzt damit etwa fünf Monate vor Beginn des Zweiten Weltkriegs ein, behandelt dann Jüngers Teilnahme am Westfeldzug 1940 und endet etwa einen Monat nach dem deutsch-französischen Waffenstillstand.
Verglichen mit In Stahlgewittern ist der Titel dieses Kriegstagebuches auffallend zivil.
„Gärten und Straßen“ wurde 1963 in Strahlungen aufgenommen, das auch die Tagebücher bis Dezember 1948 umfasst.

## Inhalt
Für April bis August 1939 handeln die Einträge vom Umzug in ein neues Haus, vom Gartenbau, der Jagd nach Insekten, dem Schreiben an den Marmorklippen, Jüngers Lektüre oder dem Besuch des Bruders Friedrich Georg. Das Militär oder die Kriegsgefahr spielen noch keine Rolle.
Mit Jüngers Einberufung am 26. August 1939 folgen Beschreibungen von Übungen, von der Verlegung an den Westwall bei Rastatt, und davon, wie die Gegner sich dort zunächst, abgesehen von kleineren Schusswechseln, im Sitzkrieg kampflos gegenüberliegen. Jünger ist vom November 1939 bis zum April 1940 an diesem Frontabschnitt stationiert. Für die Rettung eines verletzten Soldaten erhält er später die Spange zum Eisernen Kreuz II. Klasse. Die Einträge handeln vorwiegend von Inspektionen der Bunker und Gräben, Betrachtungen der Natur zwischen den Anlagen oder von Jüngers 45. Geburtstag.
Am 23. Mai 1940 überschreitet Jüngers Einheit bei Echternach die Grenze nach Luxemburg, um im Weiteren über Belgien nach Frankreich einzurücken. Wiederholt erscheint die Verwunderung Jüngers und anderer Offiziere und Soldaten über den anhaltenden schnellen Vormarsch, da sie aus dem Ersten Weltkrieg jahrelangen Grabenkrieg mit geringen Frontveränderungen kannten. Jünger wird nicht an nennenswerten Kämpfen beteiligt. Breiten Raum nehmen Einquartierungen bei Privatleuten oder Pfarrern ein, außerdem der Verzehr französischer Weine oder Erörterungen, was ein Soldat für sich requirieren darf und was nicht.
Das Tagebuch endet mit der Rückfahrt nach dem Waffenstillstand und dem Satz: Möchten alle so in die Heimat zurückkehren.

## Form
Die Einträge sind typischerweise eine halbe bis zwei Seiten lang, wenige reichen bis zehn Seiten. Nicht jeder Tag hat einen Eintrag, öfters liegen zwei oder drei dazwischen, die längste Lücke klafft mit 17 Tagen zwischen dem 17. Oktober und dem 3. November 1939, während der Vorbereitung auf den Abmarsch an die Front.
Die Einträge werden immer ausführlicher. So entfallen für die Zeit vor der Einberufung durchschnittlich rund zwei Seiten auf eine Woche, während der Stationierung an der Front circa drei, und während des Feldzugs selbst über neun Seiten auf eine Woche.

## Einzelnes

### Der 73. Psalm
Unter dem 29. März 1940, Jüngers 45. Geburtstag, heißt es zum frühen Morgen: Dann zog ich mich an und las am offenen Fenster den 73sten Psalm. Der Inhalt des Psalms wird nicht wiedergegeben, er lautet unter anderem: „Denn ich ereiferte mich über die Ruhmredigen, als ich sah, dass es den Gottlosen gut ging“ (Vers 3); „Darum fällt ihnen der Pöbel zu und läuft ihnen zu in Haufen wie Wasser“ (Vers 10) und: „Ja, du stellst sie auf schlüpfrigen Grund und stürzest sie zu Boden“ (Vers 19).
Die Zensurabteilung des Propagandaministeriums forderte, diese und andere Stellen von Gärten und Straßen zu streichen, was aber nicht geschah (Kiesel S. 510). Mitunter wird diese Stelle als Beispiel für Jüngers Ablehnung des NS-Regimes angeführt. Jünger schrieb dazu 1946 im Vorwort der Strahlungen:
Ich liebte damals, durch Vexierbilder für Menschen oder solche, die es bleiben wollten, die Lage anzudeuten, und zu ihnen gehörte die Erwähnung des 73. Psalms. Es dauerte ein Jahr, bis diese Arabeske zur allgemeinen Kenntnis kam, dann machte der Minister für Volksaufklärung die Neuauflage von ihrer Streichung abhängig. Da ich ablehnte, kamen die „Gärten und Straßen“ auf den Index, auf dem sie seither geblieben sind.

### Zum Krieg
Den Krieg hält Jünger für unvermeidlich. Unter dem 28. August 1939 schreibt er: Das Strittige ist so gehäuft, daß es nur das Feuer aufarbeiten kann. Eine eigene Einschätzung zum „Strittigen“ notiert Jünger nicht.
Jünger erweist sich auch im Alter von 45 Jahren als engagierter Soldat. Unter dem 27. Mai 1940 notiert er seine Frage an einen General: Darf man denn hoffen, daß man noch ins Feuer kommt? Er zeigt in diesen Aufzeichnungen allerdings keinerlei Ressentiments gegen den Feind; vielmehr studiert und charakterisiert er die ihn umgebenden französischen Zivilisten und Kriegsgefangenen unbefangen.
Zum Unterschied zwischen Erstem und Zweitem Weltkrieg schreibt Jünger am 21. Juni 1940 anlässlich seiner Auszeichnung mit der Spange zum Eisernen Kreuz II. Klasse: Bei diesem Anlass wurde mir übrigens die Spanne besonders deutlich, die für mich zwischen dem ersten und diesem zweiten Weltkrieg liegt. Damals die hohen Orden für die Erlegung von Gegnern, heute das Bändchen für einen Rettungsgang. Merkwürdig ist auch die Entfernung, in der ich vom Feuer geblieben bin.

### Museales
In Laon verbringt Jünger einige Zeit damit, die Autographensammlung der Bibliothek zu studieren: In ihren starken Bänden waren von Karolingerpergamenten, in deren kunstreichen Signaturen der Herrscher die Unterschrift durch einen Strich vollzog, bis zu den Handschriften der Zeitgenossen zahlreiche Dokumente aufgehäuft; Und: Ich dachte für einen Augenblick daran, die Dokumente und auch die Elzevire, die ich gesehen hatte, in das Museum zu überführen und sie der Wache anzuvertrauen, doch schien mir selbst für eine solche Bewegung die Verantwortung zu groß. (12. Juni 1940)

### Träume
Wiederholt verzeichnet Jünger seine Träume. So heißt es unter dem 14. Februar 1940 zum geträumten Besuch eines Ladens in Neapel:
Das außerordentliche an diesem Stücke war, daß man die purpurroten Flecken, mit denen das Tier im Leben spielt und die im Tode verbleichen, sowie die grüne Iris seiner großen Augen im Stein erhalten sah. Doch schwankte ich, ob ihm nicht noch der Panzer eines Krokodils vorzuziehen wäre, der in bleichgrüner Jade versteinert war. So kunstvoll war die Petrifikation gelungen, daß jedes Plättchen wie in Scharnieren spielte und daß ein silbernes Geläut erklang, wenn man den Panzer hob. Woran sich allgemeiner anschließt: Solche Feste feierst du Nacht für Nacht, und nur zuweilen lässt ein plötzliches Erwachen dich einen Einblick tun… Unser Reichtum ist ungeheuer, …